# Игуман Јустин (Мреновић)
Јустин (световно Никола Мреновић; Витомирица код Пећи, 4. јун 1979) јеромонах је Српске православне цркве и игуман Манастира Подластве.

## Биографија
Игуман отац Јустин (Мреновић), рођен је 4. јуна 1979. године у селу Витомирица код Пећи, од врло побожних и честитих родитеља. Основно школу завршио је у родном месту. Приликом крштења је добио име Никола.
Замонашен је у Цетињском манастиру на Цетињу, 30. октобра 2010. године од стране митрополита црногорско-приморскога господина Амфилохија Радовића, добивши монашко име Јустин. У Цетињском манастиру је добио чин јерођакона а потом и јеромонаха.
Одлуком митрополита црногорско-приморскога господина Јоаникија Мићовића, 8. јула 2023. године отац Јустин је постављен за игумана Манастира Подластве код Ластве Грбаљске.